# Cheilanthifolina
Cheilanthifolina es una isoquinolina, alcaloide aislado de las especies del género Corydalis.